# Jean-Louis Tristan
Jean-Louis Tristan est un chanteur et acteur français né Tristan Bassière le 28 septembre 1922 à Paris et mort le 19 juillet 2008 à Soissons.

## Filmographie

### Cinéma
- 1962 : Le bateau d'Emile de Denys de La Patellière : Le maître d'hôtel chez Larmentiel
- 1965 : La Traite des blanches de Georges Combret : Bob
- 1968 : Trois filles vers le soleil de Roger Fellous
- 1973 : L'Emmerdeur d'Édouard Molinaro : l'inspecteur de police
- 1973 : L'Insolent de Jean-Claude Roy
- 1977 : L'Aigle et la colombe de Claude Bernard-Aubert

### Télévision
- 1969 : Fortune d'Henri Colpi
- 1972 : La Mort d'un champion téléfilm d'Abder Isker
- 1973 : Le Jardinier de Antoine-Léonard Maestrati : Le responsable du parking
- 1981 : Au bon beurre de Édouard Molinaro
- 1981 : L'Étouffe grand-mère de Jean-Pierre Bastid